# Municipio de Tlacojalpan
El municipio de Tlacojalpan se encuentra ubicado en la zona sur del Estado de Veracruz en la región llamada del Papaloapan, es uno de los 212 municipios de esta entidad federativa mexicana. Está ubicado en las coordenadas 18°14” latitud norte y 95°57” longitud oeste, y cuenta con una altura de 10 m s. n. m. Su cabecera es la localidad de Tlacojalpan.
El municipio lo conforman quince localidades en las cuales habitan 4.428 personas, es un municipio categorizado como semiurbano.
Tlacojalpan tiene un clima principalmente cálido, con abundantes lluvias en verano y principios de otoño.
El municipio de Tlacojalpan celebra sus tradicionales fiestas de carnaval en el mes de abril, y en los días 15 y 16 de septiembre las fiestas patrias.

## Límites
- Norte: Cosamaloapan.
- Sur: El estado de Oaxaca.
- Este: Tuxtilla.
- Oeste: Cosamaloapan y Otatitlán.

## Festividades
Las fiestas tradicionales del mes de diciembre así como el jaripeo que se celebra el día primero de enero. Así como la celebración cultural de la dama de Tlacojalpan Xochiatsi que son los días 13, 14 y 15 de febrero.